# 塩沢駅
塩沢駅（しおざわえき）は、新潟県南魚沼市塩沢にある、東日本旅客鉄道（JR東日本）上越線の駅。

## 概要
三国街道沿いの宿場町として栄えた南魚沼市の塩沢地区（旧塩沢町）の主要駅で、駅舎は駅から程近い「三国街道・牧之通り」の町並み（雁木通り）に合わせた木造風の外観となっている。
上越線の列車と越後湯沢駅発着の北越急行ほくほく線の直通列車が停車する。

## 歴史
- 1923年（大正12年）11月18日：国鉄の上越北線の一般駅として開業[1][4]。
- 1956年（昭和31年）：一部鉄骨造でコンクリートブロック造の駅舎に改築[2]。
- 1974年（昭和49年）12月1日：車扱貨物の取り扱いを廃止（旅客駅となる）[1]。
- 1984年（昭和59年）
  - 2月1日：荷物の取り扱いを廃止[1]。
  - 11月：棒線化が実施される[5]。
- 1985年（昭和60年）3月14日：合理化により無人化（国鉄職員無配置）となる[6]。
- 1987年（昭和62年）4月1日：国鉄分割民営化により、JR東日本 新潟支社に移管[1]。
- 2012年（平成24年）10月4日：木造風の駅舎（鉄骨造）に改築、ホームの両端と跨線橋を除きリニューアル[2]。
- 2022年（令和4年）
  - 3月11日：出札業務を終了[7]。
  - 3月12日：終日無人化[7]。

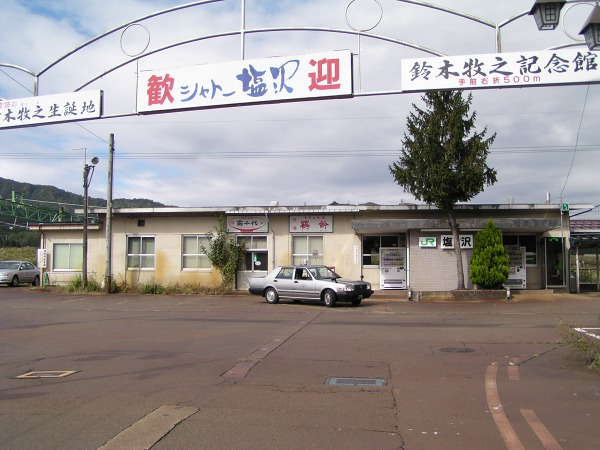
キオスクが撤退した後の旧駅舎（2005年10月）
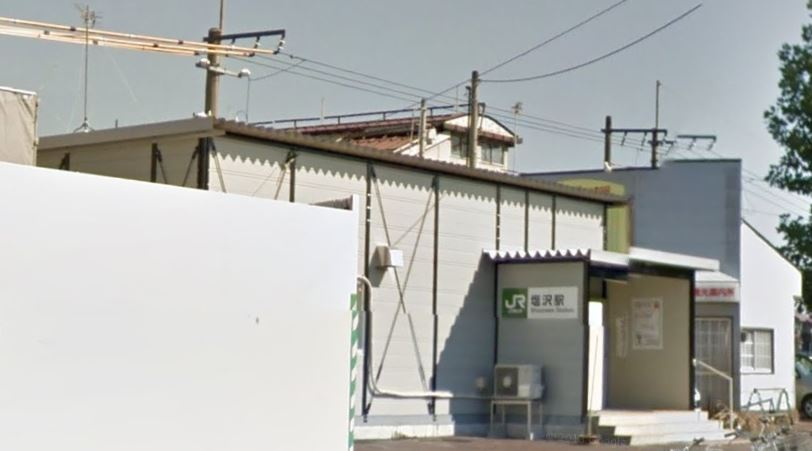
仮駅舎（2012年5月）

## 駅構造
単式ホーム1面1線と島式ホーム1面2線を有する地上駅で、ホーム間に跨線橋がある。
越後湯沢駅が管理する無人駅で、無人化までは業務委託駅だった。駅舎は2012年（平成24年）10月に建て替えたもので、鉄骨造と平屋建てながら、牧之通りの意匠「雁木」を意識した木造風のデザインとなっている。

### のりば
| 番線 | 路線    | 方向 | 行先               |
| ---- | ------- | ---- | ------------------ |
| 1    | ■上越線 | 上り | 越後湯沢・水上方面 |
| 3    | ■上越線 | 下り | 浦佐・長岡方面     |

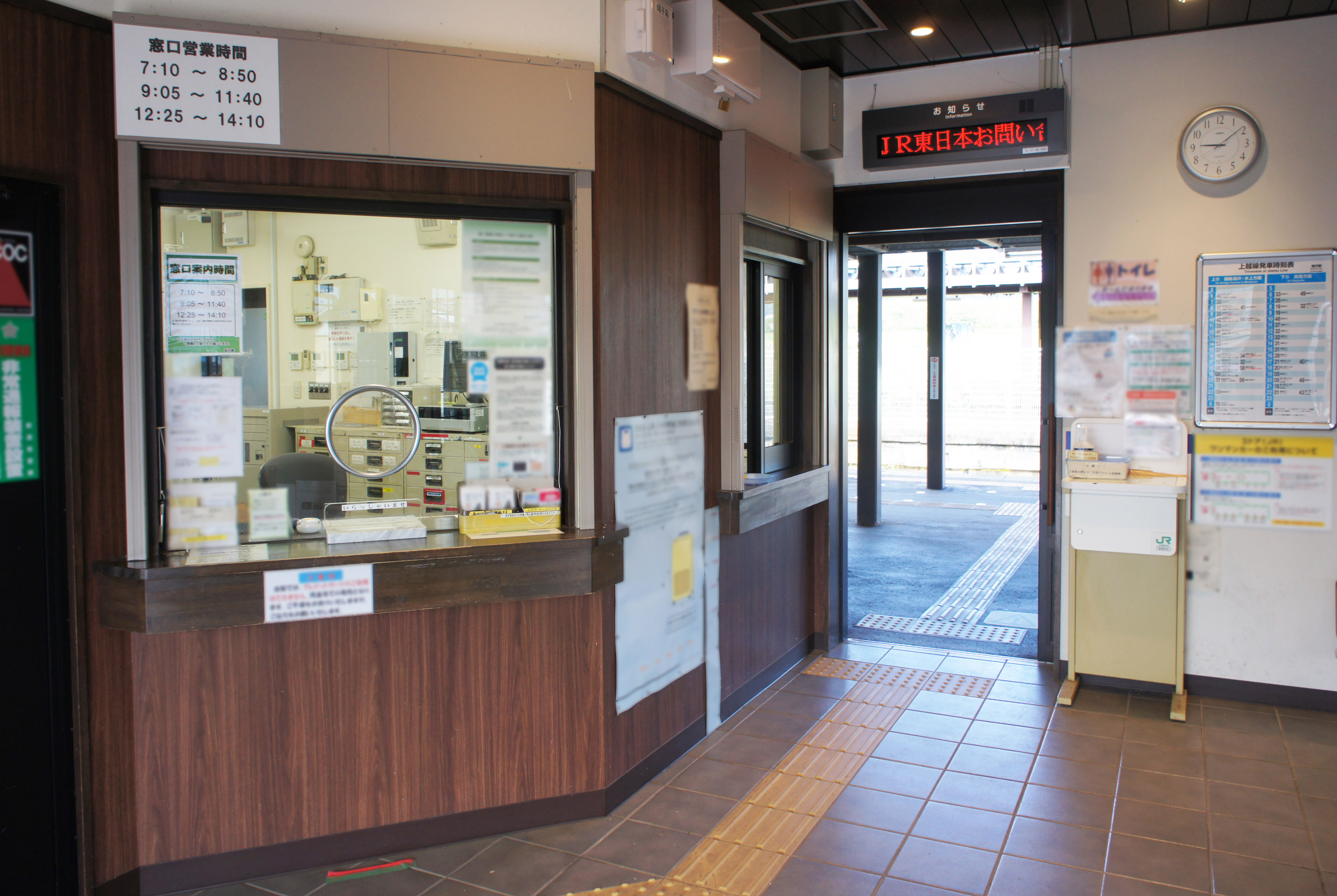
駅舎内（2021年9月）
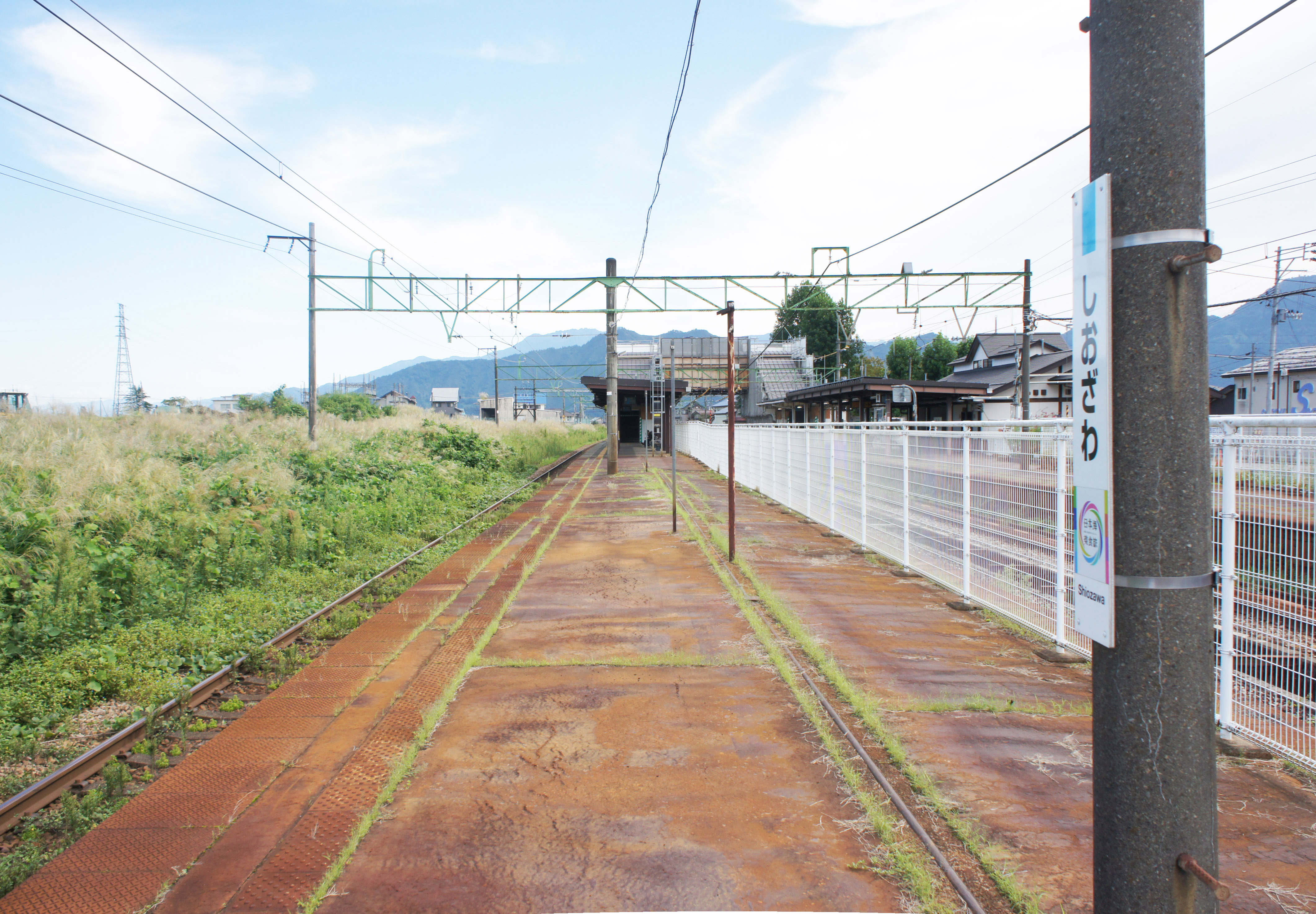
ホーム（2021年9月）

## 利用状況
JR東日本によると、2000年度（平成12年度）- 2020年度（令和2年度）の1日平均乗車人員の推移は以下のとおりであった。
| 1日平均乗車人員推移 | 1日平均乗車人員推移 | 1日平均乗車人員推移 | 1日平均乗車人員推移 | 1日平均乗車人員推移 |
| 年度                | 定期外              | 定期                | 合計                | 出典                |
| ------------------- | ------------------- | ------------------- | ------------------- | ------------------- |
| 2000年（平成12年）  |                     |                     | 717                 | [ 利用客数 1 ]      |
| 2001年（平成13年）  |                     |                     | 734                 | [ 利用客数 2 ]      |
| 2002年（平成14年）  |                     |                     | 725                 | [ 利用客数 3 ]      |
| 2003年（平成15年）  |                     |                     | 696                 | [ 利用客数 4 ]      |
| 2004年（平成16年）  |                     |                     | 623                 | [ 利用客数 5 ]      |
| 2005年（平成17年）  |                     |                     | 628                 | [ 利用客数 6 ]      |
| 2006年（平成18年）  |                     |                     | 676                 | [ 利用客数 7 ]      |
| 2007年（平成19年）  |                     |                     | 683                 | [ 利用客数 8 ]      |
| 2008年（平成20年）  |                     |                     | 646                 | [ 利用客数 9 ]      |
| 2009年（平成21年）  |                     |                     | 600                 | [ 利用客数 10 ]     |
| 2010年（平成22年）  |                     |                     | 619                 | [ 利用客数 11 ]     |
| 2011年（平成23年）  |                     |                     | 609                 | [ 利用客数 12 ]     |
| 2012年（平成24年）  | 119                 | 563                 | 682                 | [ 利用客数 13 ]     |
| 2013年（平成25年）  | 118                 | 616                 | 735                 | [ 利用客数 14 ]     |
| 2014年（平成26年）  | 117                 | 578                 | 695                 | [ 利用客数 15 ]     |
| 2015年（平成27年）  | 115                 | 553                 | 668                 | [ 利用客数 16 ]     |
| 2016年（平成28年）  | 118                 | 495                 | 613                 | [ 利用客数 17 ]     |
| 2017年（平成29年）  | 116                 | 458                 | 575                 | [ 利用客数 18 ]     |
| 2018年（平成30年）  | 117                 | 422                 | 539                 | [ 利用客数 19 ]     |
| 2019年（令和元年）  | 109                 | 417                 | 527                 | [ 利用客数 20 ]     |
| 2020年（令和02年）  | 58                  | 403                 | 461                 | [ 利用客数 21 ]     |

## 駅周辺

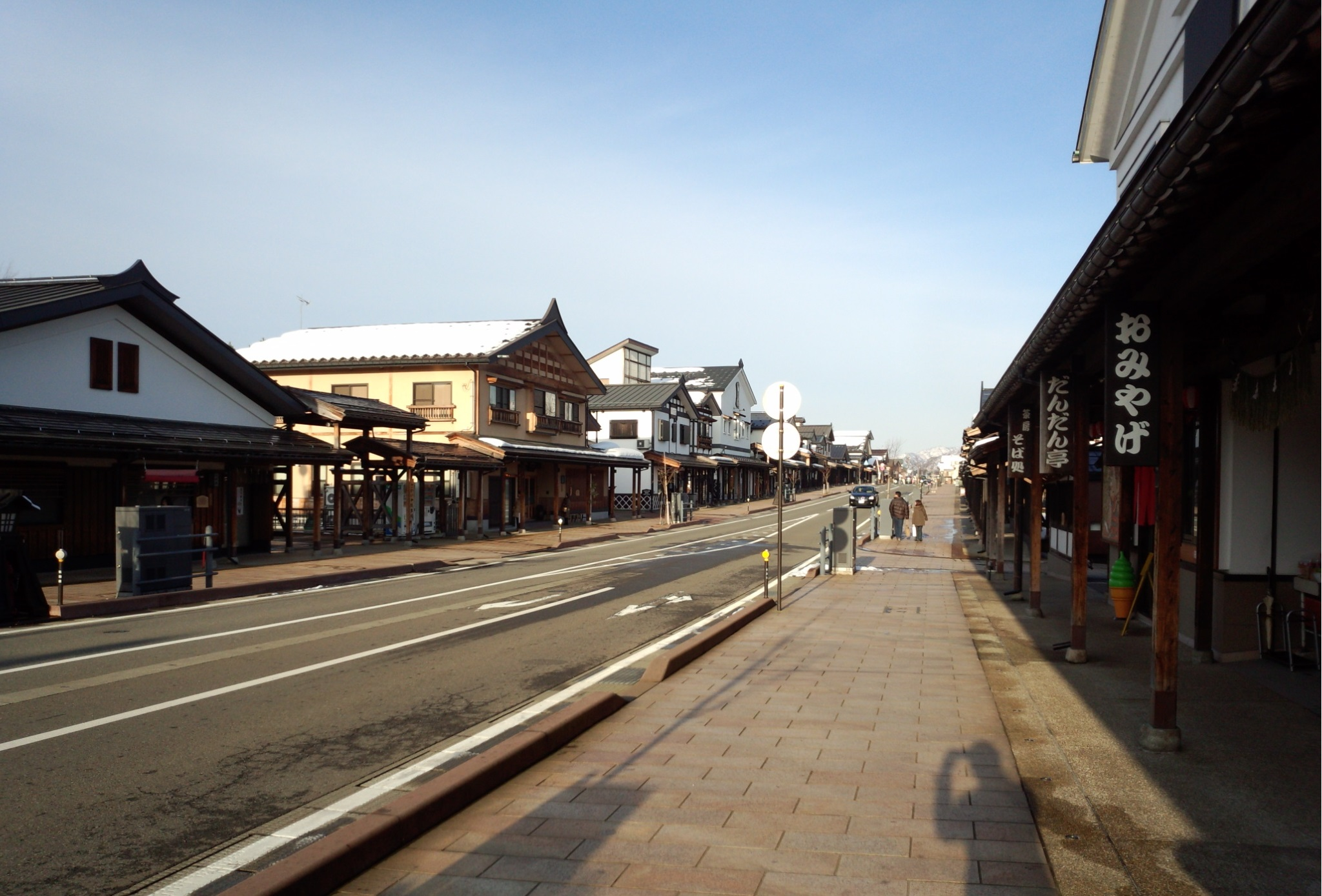
三国街道塩沢宿 牧之通り（2014年）

駅南口は「つむぎ通り」の愛称で親しまれる新潟県道124号余川塩沢停車場線が直結し、個人商店が多く立ち並んでいるほか、春から秋にかけては毎月1回、軽トラックを販売所とした軽トラ市が開催されている。また、東西には三国街道の宿場町の街並みが再現された「牧之通り」（県道365号）が走っており、観光スポットとなっている。
駅前広場の東側には、広さ0.17ヘクタールの塩沢駅前緑地が設けられている。スーパーはつむぎ通りと牧之通りの交差点付近に、コンビニは徒歩20分ほどの距離にある。
- 新潟県立塩沢商工高等学校
- 南魚沼市役所 塩沢庁舎
- 塩沢つむぎ記念館
- 鈴木牧之記念館
- 鉄道総合技術研究所 塩沢雪害防止実験所
- 新潟県道365号 仲田塩沢線（三国街道・牧之通り）

## バス路線
越後交通グループの南越後観光バスが運行する路線バス、および南魚沼市のコミュニティバス「市民バス」が当駅周辺を経由する。
塩沢駅角
駅から500メートルほど南の国道17号沿いに位置する。
- 南越後観光バス
  - 湯沢＝塩沢＝六日町 線[13][14]

塩沢郵便局前
牧之通り沿いに位置する。
- 市民バス
  - ■ 石打・竹俣コース[15]
  - ■ 中之島・吉里コース[16]

## 隣の駅
東日本旅客鉄道（JR東日本）
■上越線
大沢駅 - *上越国際スキー場前駅 - 塩沢駅 - 六日町駅
*:一部列車は上越国際スキー場前駅を通過する。
北越急行
■ほくほく線（越後湯沢駅 - 六日町駅間はJR上越線）（一部列車のみ停車）
越後湯沢駅 - 塩沢駅 - 六日町駅

### 記事本文
1. 1 2 3 4 5  石野哲（編）『停車場変遷大事典 国鉄・JR編 Ⅱ』（初版）JTB、1998年10月1日、453頁。ISBN 978-4-533-02980-6。
2. 1 2 3  『塩沢駅が新しく生まれ変わります。』（PDF）（プレスリリース）東日本旅客鉄道新潟支社、2012年9月12日。オリジナルの2015年3月19日時点におけるアーカイブ。2014年10月25日閲覧。
3. 1 2  “file-61 つながる！新潟の鉄道：後編～県内の味のある鉄道たち”. 新潟文化物語.   新潟県. 2020年3月22日閲覧。
4. ↑  “駅の情報（塩沢駅）：JR東日本”. www.jreast.co.jp. 2018年9月10日閲覧。
5. ↑  『五十年史』P219　新潟鉄道管理局
6. ↑  「通報 ●福知山線石生駅ほか147駅の駅員無配置について（旅客局）」『鉄道公報号外』日本国有鉄道総裁室文書課、1985年3月12日、15-16面。
7. 1 2  “市報みなみ魚沼 2022（令和4年）3月1日号 > JR塩沢駅の無人化” (PDF). 市報みなみ魚沼.   南魚沼市. p. 24 (2022年3月1日). 2022年3月3日時点のオリジナルよりアーカイブ。2022年3月3日閲覧。
8. 1 2  “JR東日本：駅構内図・バリアフリー情報（塩沢駅）”.   東日本旅客鉄道. 2025年5月10日閲覧。
9. ↑  つむぎ通り町づくり実行委員会 - 2018年11月10日閲覧。
10. ↑  三国街道塩沢宿「牧之通り」 - 南魚沼市.2018年11月10日閲覧。
11. ↑  塩沢・石打・舞子エリアのご案内 - 南魚沼市観光協会.2018年11月10日閲覧。
12. ↑  地元に愛されるスーパー「はりまや　塩沢本店」さん - 南魚沼市女子力観光プロモーションチームブログ.2018年11月10日閲覧。
13. ↑  “湯沢～塩沢～六日町線（平日時刻表）” (PDF). 南越後観光バス株式会社 | 新潟県南魚沼市の一般路線バス、貸切・観光バス情報.   南越後観光バス. 2025年5月10日閲覧。
14. ↑  “湯沢～塩沢～六日町線（土休日時刻表）” (PDF). 南越後観光バス株式会社 | 新潟県南魚沼市の一般路線バス、貸切・観光バス情報.   南越後観光バス. 2025年5月10日閲覧。
15. ↑  “市民バス 石打・竹俣コース” (PDF). 市民バス - 南魚沼市.   南魚沼市 (2025年4月1日). 2025年5月10日閲覧。
16. ↑  “市民バス 中之島・吉里コース” (PDF). 市民バス - 南魚沼市.   南魚沼市 (2025年4月1日). 2025年5月10日閲覧。

### 利用状況
1. ↑  “各駅の乗車人員（2000年度）”.   東日本旅客鉄道. 2019年4月12日閲覧。
2. ↑  “各駅の乗車人員（2001年度）”.   東日本旅客鉄道. 2019年4月12日閲覧。
3. ↑  “各駅の乗車人員（2002年度）”.   東日本旅客鉄道. 2019年4月12日閲覧。
4. ↑  “各駅の乗車人員（2003年度）”.   東日本旅客鉄道. 2019年4月12日閲覧。
5. ↑  “各駅の乗車人員（2004年度）”.   東日本旅客鉄道. 2019年4月12日閲覧。
6. ↑  “各駅の乗車人員（2005年度）”.   東日本旅客鉄道. 2019年4月12日閲覧。
7. ↑  “各駅の乗車人員（2006年度）”.   東日本旅客鉄道. 2019年4月12日閲覧。
8. ↑  “各駅の乗車人員（2007年度）”.   東日本旅客鉄道. 2019年4月12日閲覧。
9. ↑  “各駅の乗車人員（2008年度）”.   東日本旅客鉄道. 2019年4月12日閲覧。
10. ↑  “各駅の乗車人員（2009年度）”.   東日本旅客鉄道. 2019年4月12日閲覧。
11. ↑  “各駅の乗車人員（2010年度）”.   東日本旅客鉄道. 2019年4月12日閲覧。
12. ↑  “各駅の乗車人員（2011年度）”.   東日本旅客鉄道. 2019年4月12日閲覧。
13. ↑  “各駅の乗車人員（2012年度）”.   東日本旅客鉄道. 2019年4月12日閲覧。
14. ↑  “各駅の乗車人員（2013年度）”.   東日本旅客鉄道. 2019年4月12日閲覧。
15. ↑  “各駅の乗車人員（2014年度）”.   東日本旅客鉄道. 2019年4月12日閲覧。
16. ↑  “各駅の乗車人員（2015年度）”.   東日本旅客鉄道. 2019年4月12日閲覧。
17. ↑  “各駅の乗車人員（2016年度）”.   東日本旅客鉄道. 2019年4月12日閲覧。
18. ↑  “各駅の乗車人員（2017年度）”.   東日本旅客鉄道. 2019年4月12日閲覧。
19. ↑  “各駅の乗車人員（2018年度）”.   東日本旅客鉄道. 2019年7月16日閲覧。
20. ↑  “各駅の乗車人員（2019年度）”.   東日本旅客鉄道. 2020年7月12日閲覧。
21. ↑  “各駅の乗車人員（2020年度）”.   東日本旅客鉄道. 2021年7月24日閲覧。